# Цекуле
Це́куле (латыш. Cekule) — населённый пункт на границе Саласпилсского и Ропажского краёв Латвии, в 20 километрах к востоку от Риги. Исторически застраивался как дачный посёлок. В наше время многие дома используются круглогодично.
Недалеко расположен посёлок бывшей воинской части Советской армии с населением около 200 человек, также называющийся Цекуле. Ныне пункт дислокации штаба Земессардзе. Население около 200 человек.
Во время и после обеих мировых войн на данной территории находились военные склады боеприпасов к стрелковому оружию. Склады были построены для нужд Латвийской армии, однако позднее использовались вооруженными силами СССР и Германии. Во время Второй мировой войны склады были взорваны советскими партизанами, и в результате окрестности оказались загрязнены большим количеством невзорвавшихся боеприпасов.
После того как Цекуле покинули военные, посёлок пришел в упадок. Деревянные склады ушли на растопку, железную дорогу разобрали.
В мае 2023 года в окрестностях населённого пункта проводились геологические исследования и очищение от потенциальных невзорвавшихся боеприпасов с целью дальнейшей постройки участка Rail Baltica.

## Станция
Станция Цекуле была пятой по счёту остановкой на железнодорожной линии Рига — Эргли.
Станция Цекуле была открыта вскоре после открытия участка до Сунтажи, 15 мая 1936 года. В середине 2000 года демонтировали второй путь, переведя станцию Цекуле в ранг остановочного пункта, каким она и оставалась до прекращения пассажирского движения в 2007 году. Здание станции использовалось в качестве жилого, пока не было уничтожено пожаром в ночь с 8-го на 9-е августа 2013 года. С декабря 2009 года Ветка Рига — Эргли разобрана.
Имеется остановка пригородного автобуса.